# Guerrando Lenzi
Guerrando Lenzi, né le 6 septembre 1939 à Quarrata en (Toscane) et mort le 9 mai 2017 à La Ferruccia en (Toscane), est un coureur cycliste italien, professionnel de 1961 à 1966.

## Palmarès
- 1961
  - Coppa Mobilio Ponsacco (contre-la-montre)
  - 3e de Florence-Viareggio
- 1962
  - 5e du Grand Prix Cemab
- 1964
  - 7e de la Coppa Sabatini

## Résultats sur les grands tours

### Tour de France
1 participation
- 1966 : hors-délai (1re étape)

### Tour d'Italie
4 participations
- 1963 : 79e
- 1964 : abandon
- 1965 : abandon
- 1966 : abandon